# Gastón Essengué
Gastón Essengué (10 de octubre de 1983, Yaundé Camerún) es un exjugador de baloncesto camerunés que se desempeñaba como ala-pívot o pívot. Comenzó a jugar en su país natal, pasando luego al baloncesto universitario estadounidense, el cual le abriría la posibilidad de jugar profesionalmente en ligas de Europa, Asia y América. Asimismo formó parte de la selección de baloncesto de Camerún entre 2003 y 2015. Actualmente se desempeña como entrenador asistente en el club mexicano Venados de Mazatlán.

## Trayectoria

### Etapa universitaria
Tras actuar en los clubes BEAC y Fleuron de su país natal, Essengué migró a los Estados Unidos para competir en el circuito local del baloncesto universitario. De ese modo entre 2004 y 2006 disputó dos temporadas en la NJCAA: una con los Compton College Tartars y la otra con los Weatherford College Coyotes. Fue luego reclutado por los UNLV Rebels, el equipo de baloncesto de la UNLV que compite en la División I de la NCAA. Allí jugó dos temporadas, graduándose en 2007. Su tesis, Dream in Motion: Developing Basketball in Africa, sería publicada en 2014.

### Etapa profesional
Essengué jugó sus primeros tres años como profesional en clubes de Turquía, Países Bajos, Francia, España y Kosovo, antes de llegar a la Argentina fichado por San Martín de Marcos Juárez. Luego de un año en ese club, aceptó una oferta para jugar en Malasia, pero pocos meses después retornó a la Argentina, iniciando un ciclo en el país que lo llevaría a integrar diversos equipos y a competir en diversas categorías del baloncesto profesional local.

### Equipos
| Club                           | País         | Año         |
| ------------------------------ | ------------ | ----------- |
| BEAC                           | Camerún      | 2000 - 2001 |
| Fleuron                        | Camerún      | 2001 - 2003 |
| Torku Konyaspor B.K.           | Turquía      | 2007 - 2008 |
| West-Brabant Giants            | Países Bajos | 2008 - 2009 |
| Étendard de Brest              | Francia      | 2009        |
| Sigal Prishtina                | Kosovo       | 2010        |
| Étendard de Brest              | Francia      | 2010        |
| Cosehisa Monzón                | España       | 2010        |
| Ciclista Juninense             | Argentina    | 2010        |
| San Martín de Marcos Juárez    | Argentina    | 2010 - 2011 |
| Perak Farmcochem B.C.          | Malasia      | 2011        |
| Asociación Italiana de Charata | Argentina    | 2011 - 2012 |
| Quilmes de Mar del Plata       | Argentina    | 2012 - 2013 |
| San Isidro                     | Argentina    | 2013 - 2014 |
| Libertad de Sunchales          | Argentina    | 2014        |
| Ceferino Alianza Viedma        | Argentina    | 2014 - 2015 |
| San Isidro                     | Argentina    | 2015 - 2016 |
| Comunicaciones de Mercedes     | Argentina    | 2016 - 2017 |
| Estudiantes de Olavarría       | Argentina    | 2018        |
| Municipal Puente Alto          | Chile        | 2018        |
| Quilmes de Mar del Plata       | Argentina    | 2018        |
| Platense                       | Argentina    | 2019        |
| Sol de América                 | Paraguay     | 2019        |
| Oberá                          | Argentina    | 2019 - 2020 |
| Ameghino                       | Argentina    | 2021        |
| Faraones de NCG                | México       | 2022        |
| Venados de Mazatlán            | México       | 2022        |
| Buras de Hermosillo            | México       | 2022        |

## Selección nacional
Essengué disputó diversos torneos con la selección de baloncesto de Camerún, incluyendo el Afrobasket 2007, en el que su equipo terminó como subcampeón. Se retiró del equipo nacional en 2015.